# سسک پرسروصدا

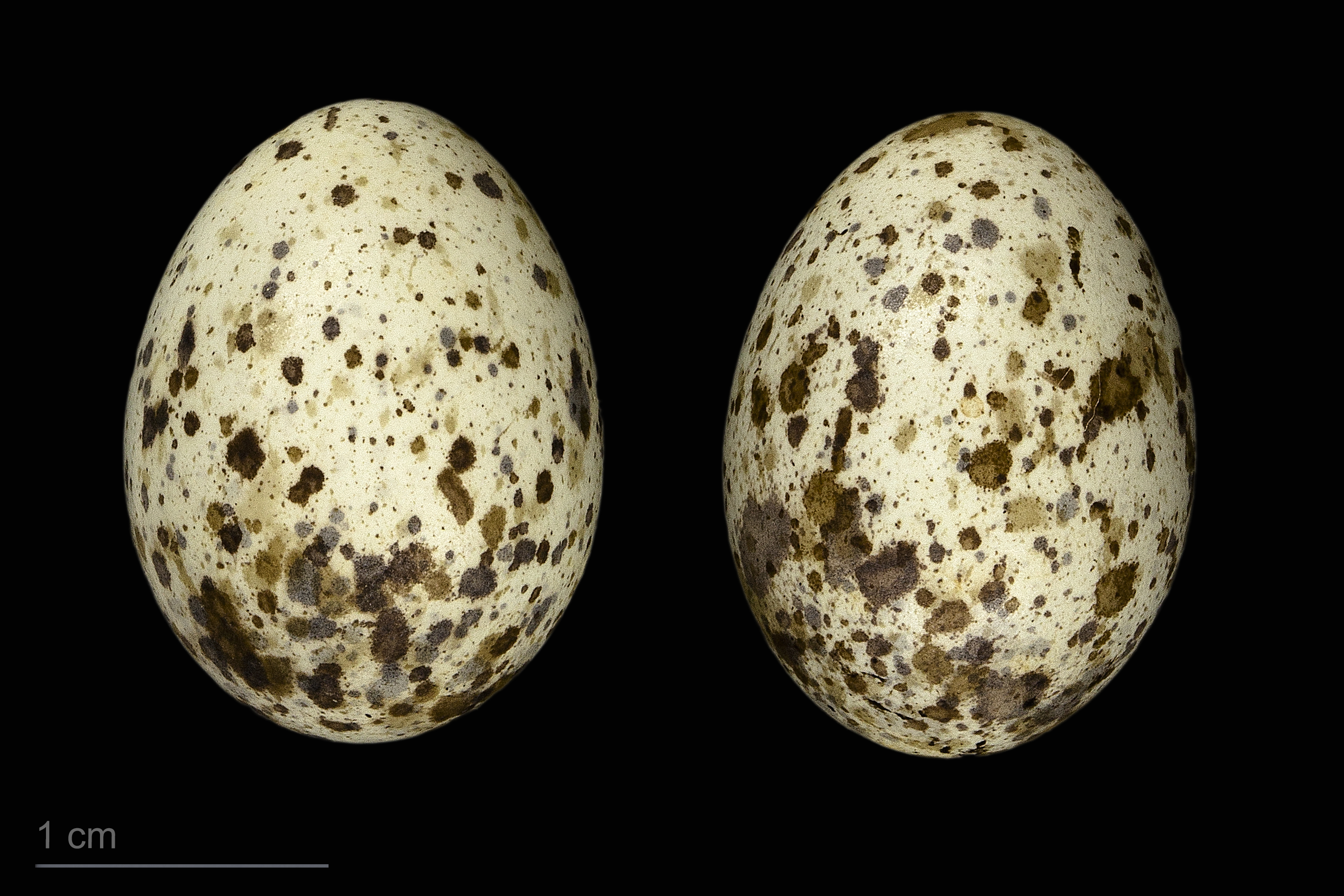
Acrocephalus stentoreus stentoreus

سسک نیزار پرسروصدا یا سسک تالابی پرسروصدا یا سسک نیزار پرصدا‏ (نام علمی: Acrocephalus stentoreus) پرنده‌ای از تیرهٔ سسکان نیزار در راستهٔ گنجشک‌سانان است که پیش‌تر در سسکان جهان قدیم دسته‌بندی می‌شد.
منطقه تولیدمثل سسک پر سر و صدا مصر و از شرق تا پاکستان، افغانستان و شمال هند تا جنوب چین، جنوب شرقی آسیا و از جنوب تا استرالیا است. همچنین یک نژاد بومی در سری‌لانکا زندگی می‌کند. این پرنده در ایران نیز یافت می‌شود. بیشتر جمعیت‌های آن غیرکوچکنده و مقیم هستند. اما پرندگانی که در پاکستان، افغانستان و شمال هند زندگی می‌کنند کوچنده هستند و زمستان به جنوب هند و سری‌لانکا می‌روند.
زیستگاه سسک پر سر و صدا، بستر نی‌زارهای بزرگ، معمولاً با بوته‌هایی پراکنده‌است. این پرنده آشیانه سبدی خود را در نی‌ها می‌سازد و ۳ تا ۶ تخم می‌گذارد.